# Tariqul Islam
Tariqul Islam (16 de noviembre de 1946-4 de noviembre de 2018) fue un político del Partido Nacionalista de Bangladés. Se desempeñó como ministro de gabinete del Ministerio de Alimentación, Ministerio de Información y Ministerio de Medio Ambiente y Bosques en el Segundo Gabinete de Khaleda. Representó al distrito electoral de Jessore-3 en el sexto y octavo Jatiya Sangsad.

## Carrera
Era un miembro del comité permanente del Partido Nacionalista de Bangladés (BNP). Se desempeñó como ministro de información en el segundo gabinete de Khaleda.
El 29 de noviembre de 2017, la Comisión de Lucha contra la Corrupción acusó a Islam de respaldar ilegalmente la venta de troncos gubernamentales de Chittagong Hill Tracts, lo que ocasionó al gobierno una pérdida de 37.814.836 taka.